# Palacio de los Teobaldos
El Palacio de los Teobaldos, también conocido como el Palacio Viejo, es un edificio de Olite (Navarra) utilizado desde 1966 como Parador de Turismo "Príncipe de Viana", o también simplemente como Parador de Olite,  correspondiendo al edificio antiguo dentro del conjunto conocido antaño como los Palacios Reales de Olite. El Palacio Nuevo se correspondería al Palacio Real de Olite propiamente dicho y objeto de visitas hoy día, el cual fue construido en el siglo XV por Carlos III el Noble. Entre ambos conjuntos llegó a existir un tercero conocido como el Palacio de la Reina o del Merino, convertido luego en granero, y hacia 1361 hay constancia de obras en otro más, el del infante don Luis, siendo ahora mismo todo ello un solar entre ambas construcciones.
La construcción sufrirá, como el resto del conjunto, los avatares de la Guerra de la Independencia cuando Espoz y Mina decide, por cuestiones tácticas y estratégicas, su destrucción junto al de Tafalla. Durante el resto del siglo XIX sufre expolios y saqueos como ya denuncia Juan Iturralde y Suit, en su exhaustivo estudio plasmado en la Memoria sobre las ruinas del Palacio Real de Olite de 1870 presentada a la Comisión Nacional de Monumentos Históricos y Artísticos apremiando a su restauración. Se tardará más de 50 años en atender su demanda. Mientras la Diputación Foral de Navarra compra en 1913 las ruinas del monumento y en 1923 convoca un concurso para encomendar los proyectos de restauración que ganaron los arquitectos Javier y José Yárnoz.  Poco después, por la Real Orden de 17 de enero de 1925, se declara Monumento Histórico-Artístico, publicándose en la Gaceta de Madrid del 22 de enero de 1925.

## Historia

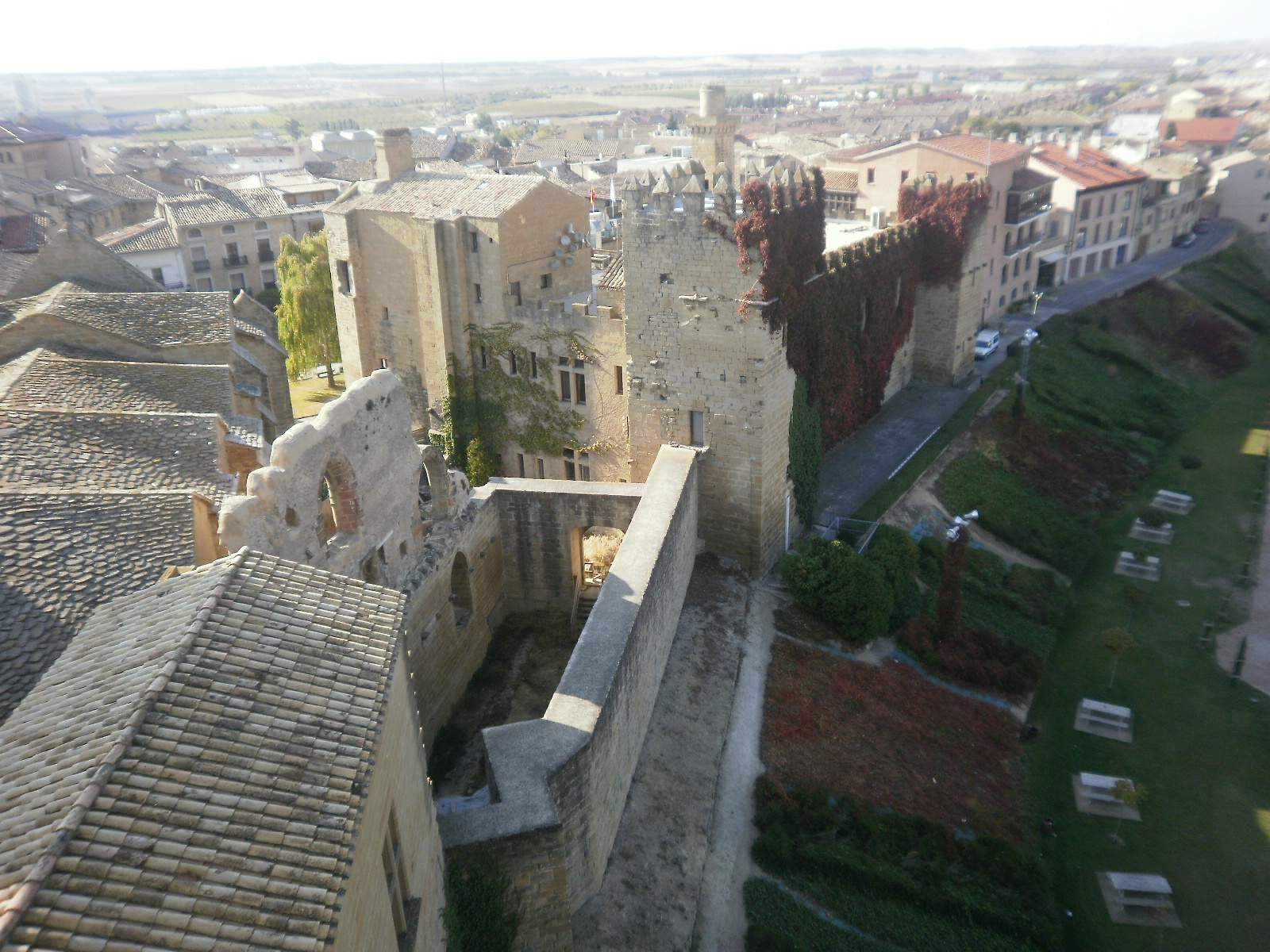
Vista del Palacio Viejo desde el Palacio Nuevo. La torre adyacente a la construcción semi-derruida, Capilla de San Jorge, es conocida como de San Jorge.

### Edad Antigua
El Palacio Viejo presenta una planta rectangular reforzada por torres en las cuatro esquinas. Se ha identificado con el praetorium o centro de acuartelamiento, punto fuerte de todo el sistema defensivo. En su construcción se ha empleado la denominada técnica del almohadillado. Así, en las torres y muros se presentan en sus cimientos evidencias de su origen en la época romana, más concretamente, del siglo I d. C.
Sería, pues, un edificio contemporáneo al recinto amurallado que envuelve el núcleo primitivo de Olite. Estaba asentado sobre un terreno escarpado, junto al río Cidacos, en una ubicación privilegiada, dominando visualmente la llanura olitense, cuyo interés estratégico se basaría más en ser un punto de cruce de calzadas romanas, en concreto, la que vendría de Cara hacia Pompelo y una perpendicular procedente de Ilumberri a Santa Criz y en dirección hacia Cascantum y Calagurris.

### Edad Media
Este asentamiento romano se aprovecharían en época visigoda cuando se recoge con la mención de Isidoro, obispo de Sevilla la fundación de Olite durante el reinado de Suintila.
De forma general, con certeza, aunque existen evidencias de la ocupación y uso «es imposible datar el inicio de reutilización medieval de esta primera construcción, puesto que fue la dependencia que más sufrió la depredación del siglo pasado» (ocasionada por Espoz y Mina durante la Guerra de la Independencia). Cuando hacia mediados del siglo XX se acometen las labores «de la restauración apenas quedaban en pie los lienzos que unían las cuatro torres de las esquinas y las huellas de pilares interiores.» No obstante, y aunque seguramente la misma estancia recibiera nombres diferentes según la época, «la documentación individualiza sus distintas estancias: establos, graneros, despensa, sala de la "Cort" o de las audiencias, "cambra luenga", cámara de doña Juana, cámara de "madame de Foix", capilla de San Jorge (a raíz de la construcción de la nueva capilla del mismo titular pasaría a denominarse "oratorio cabo la torr"), sala "juso la capieilla", cámara de las armas, cámara sobre las puertas mayores, etc. El palacio contaba con un jardín junto al portal del Fenero y una puerta que daba al prado junto a la capilla.»
Sancho el Fuerte habría construido un primer palacio que sería mejorado por sus sucesores, los condes de Champaña. Será a mitades del siglo XIII cuando se haga la primera mención documental actualmente conocida. Hay constancia de que Teobaldo I y, especialmente, Teobaldo II pasaron varias estancias en él. Aquí radica la razón de su denominación como Palacio de los Teobaldos.
Durante el siglo XIV también son mencionadas con frecuencia estancias de Felipe III, Juana II y Carlos II, quienes se dedicaron a acondicionarlo. En ausencia de los monarcas fue residencia de senescales, gobernadores y lugartenientes que regían Navarra como Clemente de Launay, Hugo de Conflans, Alfonso de Rovray, Pedro Ramón de Robastens o el infante Luis de Beaumont, hermano de Carlos II.
El mismo Carlos III, durante diez años, antes de emprender las obras del Palacio Nuevo, arregla y reacondiciona las dependencias de este palacio, adquiere en 1388 las primeras casas para descongestionar y ampliar el antiguo palacio, además de iniciar en 1399 las obras del palacio de la reina, la ampliación de los jardines y otras mejoras.

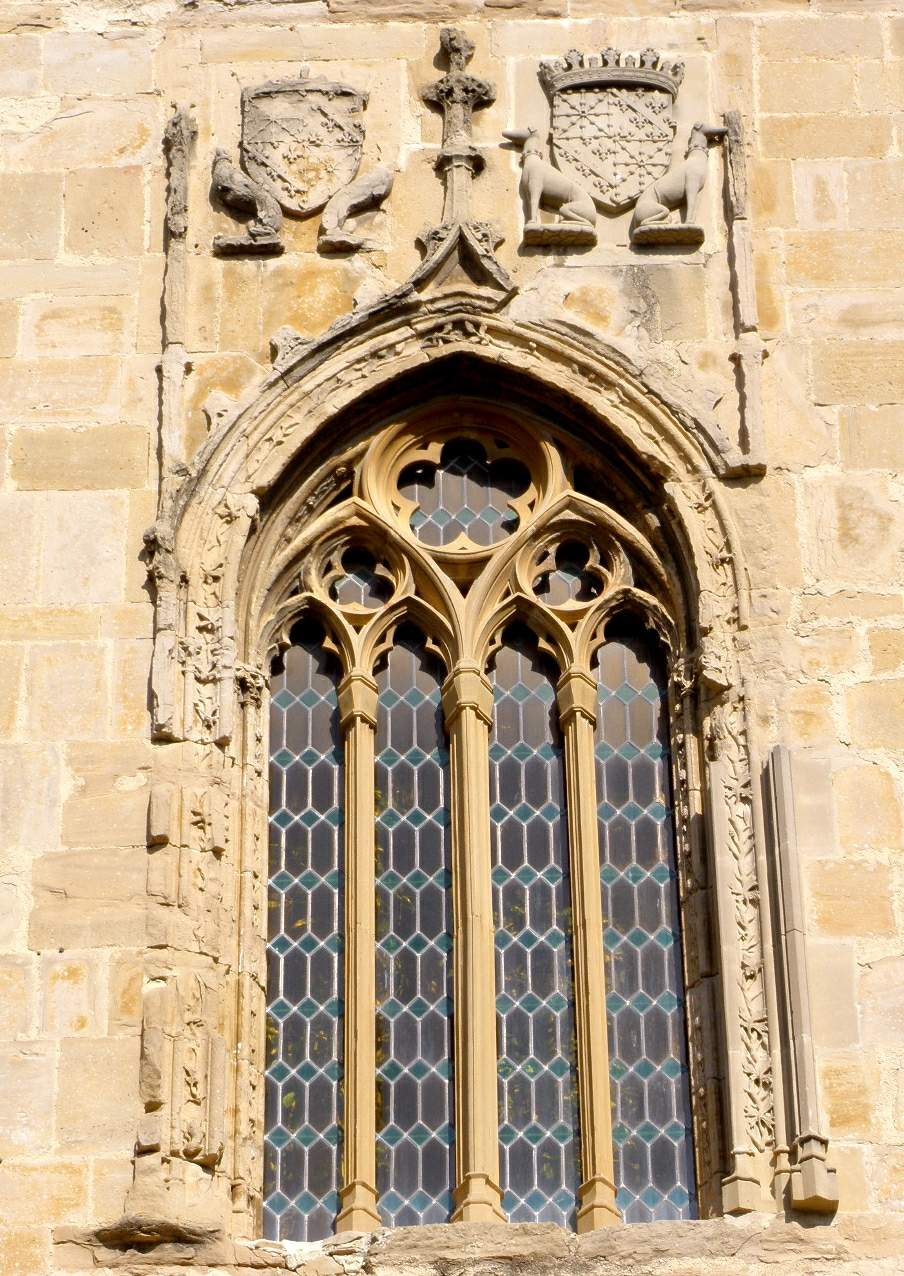
Ventanal gótico

La disposición interior actual es totalmente nueva, aunque hay documentos medievales que hablan de la distribución original: un patio central, rectangular, con graneros, caballerizas y despensa. Había una gran torre central, o Torre de los Milagros, derribada en 1414. Adyacente a la torre de igual nombre estaría la Capilla de San Jorge.
En la fachada principal actual aún se observan dos grandes ventanas góticas construidas en 1414 para la llamada Cámara Larga y realizadas por los ayudantes de Jehan Lome. También junto a la fachada principal estaba en una planta inferior la gran sala de la Cort o tribunal del Rey.

### Edad Moderna
Hay constancia de que los reyes Catalina de Foix y Juan de Labrit realizaron también reformas importantes en el edificio. En 1556 se les da a los Marqueses de Cortes 50.000 maravedís anuales para hacer las reparaciones necesarias. Pero será de 1579 a 1589 cuando se realicen transformaciones importantes. La nueva puerta principal, único testimonio de ello, fue realizada en 1584 por el virrey de Navarra, el marqués de Almazán. La antigua puerta principal parece que estaba debajo de los ventanales.
Así, pues, durante los siglos XVI, XVII y XVIII se conocen numerosas reparaciones más así como el progresivo desmantelamiento de los tejados con la retirada de plomo. Incluso en el siglo XVIII se propone la enajenación con vistas a recaudar fondos. Durante la Guerra de la Convención, en 1794, hay noticia del primer incendio, de carácter leve, en la Torre de la Prisión, pero, con todo, aún en 1802, aunque precariamente, se conservan la mayor parte de las dependencias.

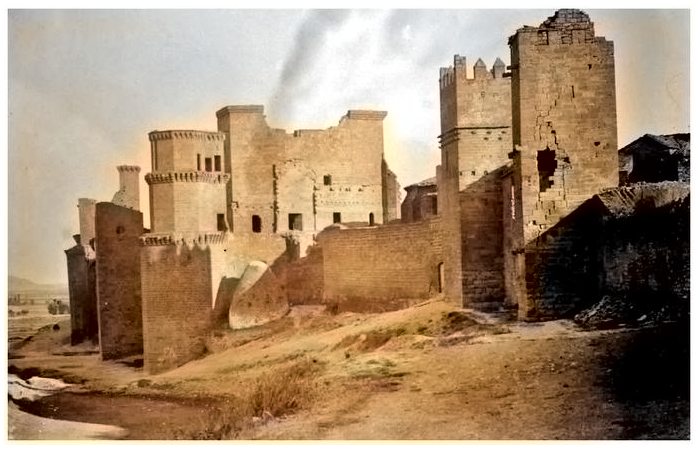
Los palacios de Olite a finales del - principios del por Isidro Gil Gavilondo (1843 - 1917)

### Edad Contemporánea
En 1813, con la Guerra de la Independencia la suerte de los dos palacios fue unida a la determinación del general Espoz y Mina de no dar cuartel al ejército napoleónico, o en palabras suyas, «a fin de tener expedita la carretera desde Pamplona a Tudela y obviar que el enemigo pueda alojarse». Fueron, pues, los avatares de esa guerra la que consumió bajo las llamas esta edificación cuyos restos a lo largo del siglo XIX sufrirán una degradación continua. En reiteradas ocasiones, sin éxito, tratara el ayuntamiento de Olite de hacerse con la propiedad. En fechas similares, de forma paralela, la Comisión de Monumentos Históricos y Artísticos en Navarra empieza a mostrar especial interés en el asunto y trata de impedir el cumplimiento del ayuntamiento de construir casas y escuelas en la parte habitable de las ruinas y en 1870 solicita la declaración de monumento nacional a la Academia de San Fernando.

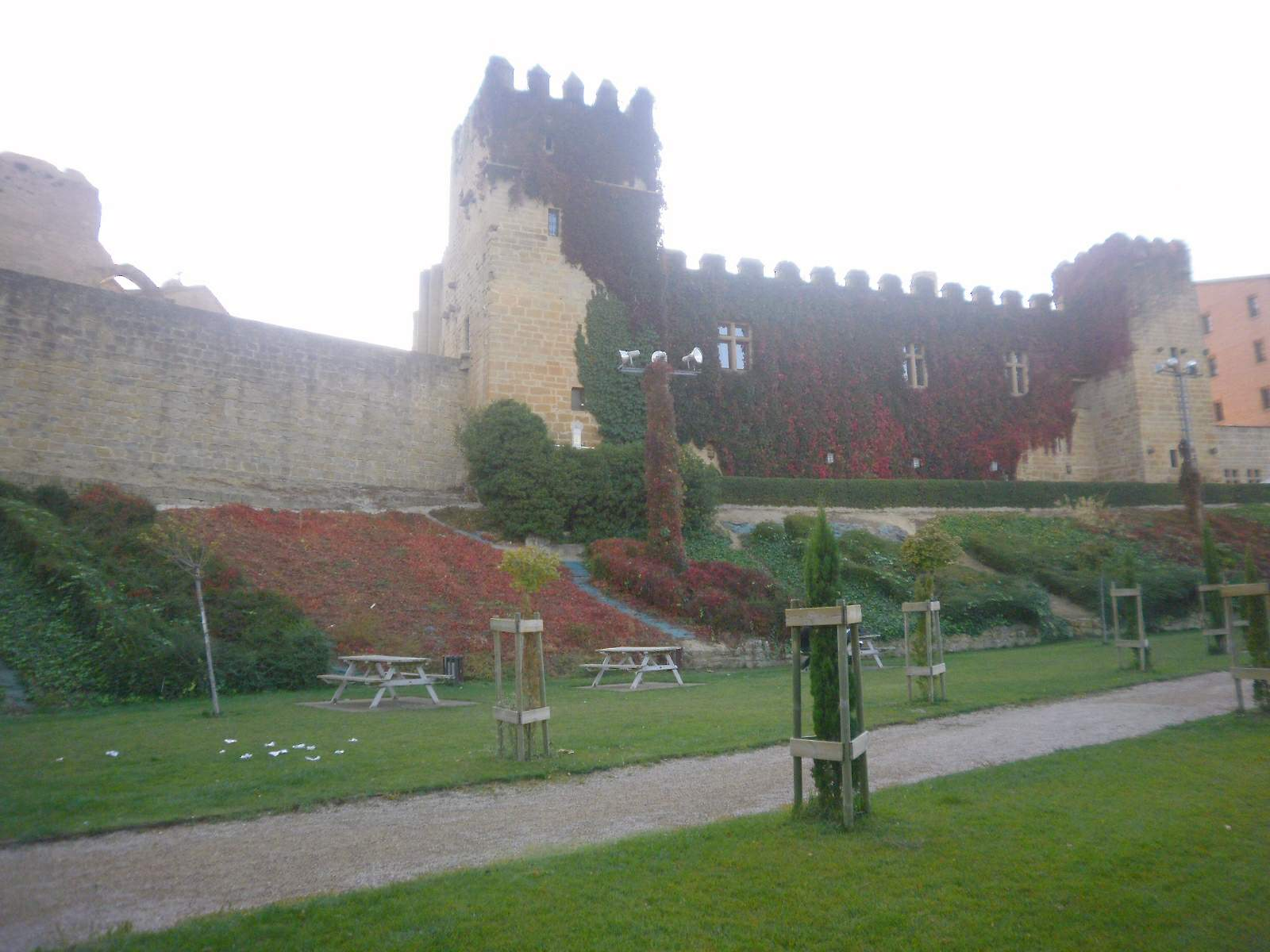
Vista exterior de las Torres de San Jorge y la Prisión, pertenecientes al antiguo cerco amurallado romano.

## Las torres
Son un elemento particularmente interesante ya que la existencia de grandes sillares almohadillados en la parte baja son testimonio fehaciente de una antigüedad que nos remite al sigo I d. C. llevando con ello a considerar en el aprovechamiento continuado del conjunto durante la Edad Media. Con todo, a pesar de las restauraciones recientes que habría podido dar pie a conocerlos, es imposible datar el inicio de reutilización medieval de la construcción.
Según mencionan algunos autores, las dos torres orientales llevaban los nombres  de la Prisión y  de San Jorge formando parte, al mismo tiempo, del cerco amurallado romano. De las otras dos se conoce la única existente como de la Cigüeña.